# HD 11506 b
HD 11506 b est une exoplanète orbitant autour de l'étoile HD 11506, située à 167 années-lumière de la Terre dans la constellation de la Baleine. C'est une planète de type superjovien, 4,8 fois plus massive que Jupiter, qui orbite autour de son étoile à une distance moyenne de 2,89 ua en 4,42 années terrestres.
Elle est découverte le 10 avril 2007 par Debra Fischer grâce à la méthode des vitesses radiales. Fischer a utilisé le N2K Consortium (en) en Californie. Sa masse et son inclinaison sont directement mesurées par astrométrie en 2022.